# The World According to Gessle
The World According to Gessle släpptes den 2 maj 1997 och är ett soloalbum av den svenske popmusikern Per Gessle. Det var hans första soloalbum där han sjöng på engelska. "Do You Wanna Be My Baby", "Kix" and "I Want You To Know" släpptes även på singlar. Albumet toppade den svenska albumlistan.
Albumet återutgavs den 22 maj 2003, och återigen den 14 maj 2008, då som dubbelalbum.

## Låtlista
1. Stupid
2. Do You Wanna Be My Baby?
3. Saturday
4. Kix
5. I Want You to Know
6. Reporter
7. B-Any-1-U-Wanna-B
8. Wish You The Best
9. Elvis in Germany (Let's Celebrate!)
10. T-T-T-Take It!
11. I'll Be Alright
12. There is My Baby
13. Lay Down Your Arms

## Medverkande
- Text och musik av Per Gessle
- Marie Fredriksson sjunger på låt nummer 11: "I'll Be Alright".
- Bas – Anders Herrlin (på: 2, 3, 6, 9-13), Christoffer Lundquist (på: 1, 4, 5, 7, 8)
- Trummor – Micke "Syd" Andersson (på: 2, 3, 6, 9-13), Christer Jansson (på: 4, 5), Jens Jansson (på: 1, 7, 8)
- Gitarrer – Mats M.P. Persson (på: 1-3, 6, 9-13), Jonas Isacsson (på: 4, 5), David Birde (på: 7, 8), Mikael Nord Andersson (på: 5), Pelle Sirén (på: 13)
- Producent, Piano, Mellotron, Orgel, Synthesizer, Programmering – Clarence Öfwerman
- Producent, Programmering – Michael Ilbert
- Munspel – Jalle Lorensson (på: 4)
- Saxofon – Erik Häusler, Wojtek Goral (på: 9)[5]

## Listplaceringar
| Lista (1997, 2008) | Position |
| ------------------ | -------- |
| Belgien            | 45       |
| Norge              | 35       |
| Sverige            | 1        |